# Lázeňský dům Imperiál ve Františkových Lázních
Lázeňský dům Imperiál je lázeňský hotel ve Františkových Lázních. Novorenesanční budova z roku 1878 se nachází v ulici Dr. Pohoreckého 151/3 v centru města. Kromě luxusního ubytování ve 36 dvoulůžkových a 9 jednolůžkových pokojích nabízí hotel komplexní lázeňské léčebné procedury, několik bazénů, saun, restaurace, kavárna atd.
V roce 1992 byla budova hotelu prohlášena kulturní památkou.

## Historie

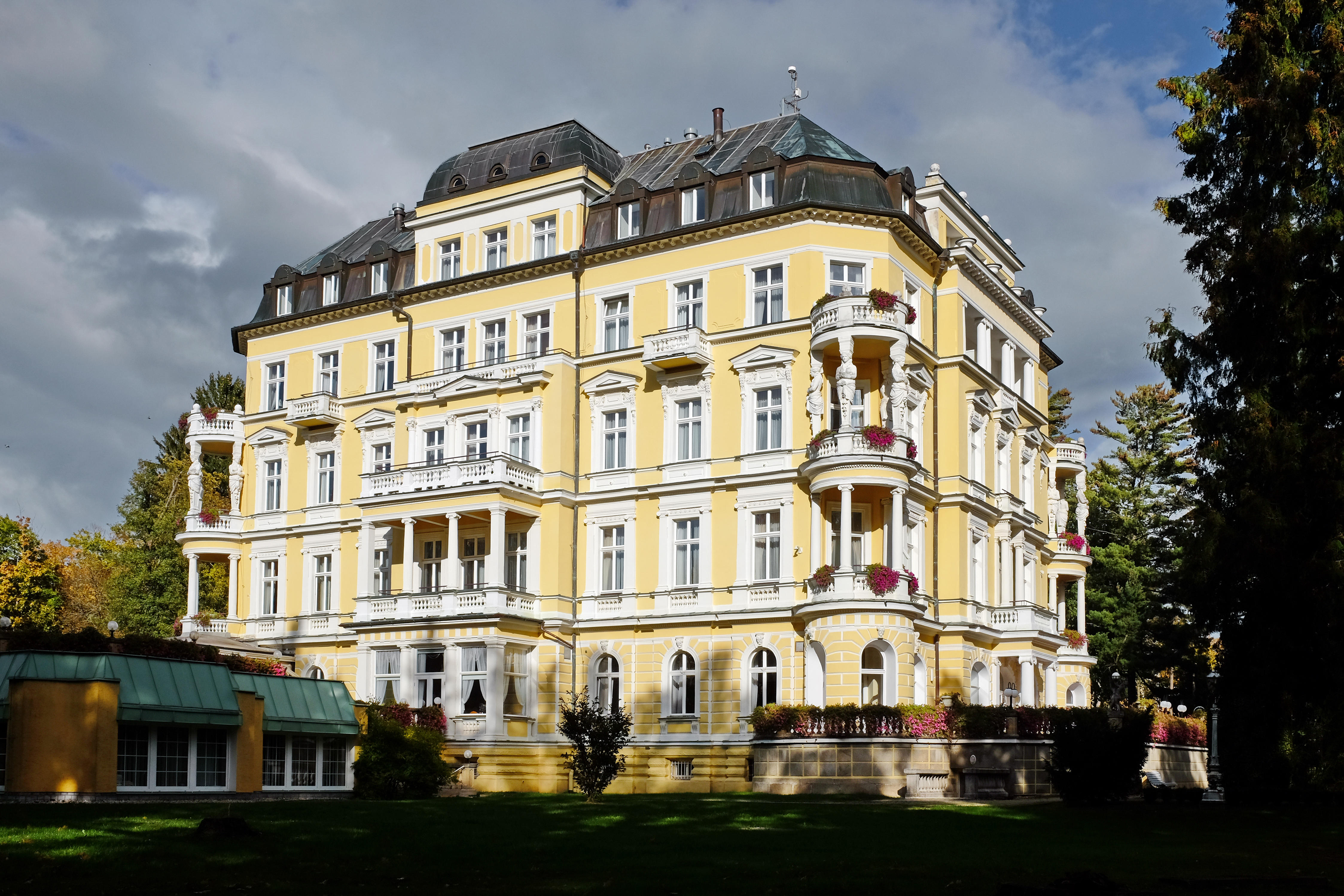

Luxusní hotel byl postaven v novorenesančním slohu pro manžele Wolfovy, autorem návrhu byl františkolázeňský městský architekt Gustav Wiedermann.
Mezi významné hotelové hosty ve své době patřily královské osobnosti, jako např. řecká královna Olga, velkokníže Alexej, princezna Tereza Marie a další. Mladá parmská princezna Zita se zde seznámila s arcivévodou Karlem, svým budoucím manželem, českým králem a rakouským císařem.
Z pozdějších hostů můžeme jmenovat například Václava Havla s chotí Dagmar a mnoho dalších osobností.
V současné době je označován jako čtyřhvězdičkový, a tudíž nejluxusnější hotel ve Františkových Lázních.